# Dohyō

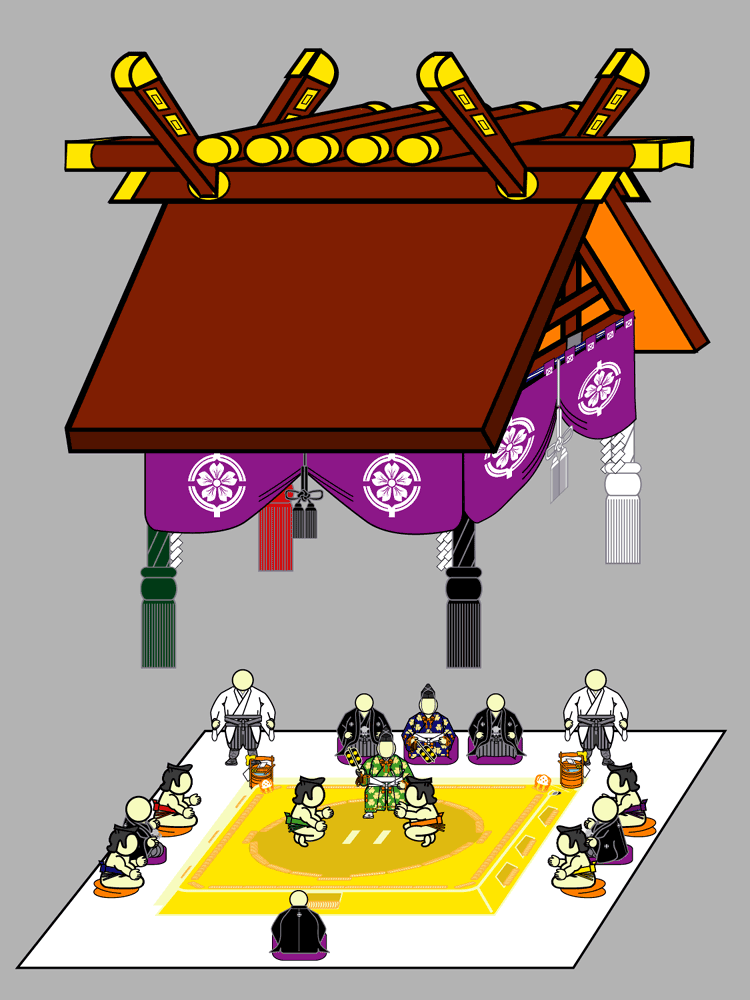
Un dohyō lors d'un tournoi.

Le dohyō (土俵) est la plateforme recouverte de sable sur laquelle les luttes sumo ont lieu. Un dohyō moderne est un cercle de bottes de paille de riz de 4,55 mètres de diamètre.

## Description
Le diamètre du ring est de quinze shaku (4,55 mètres), il était jusqu'en 1931 de treize shaku (3,94 mètres). Les bottes de paille de riz (俵, tawara) qui forment l'anneau font un tiers de leur taille standard et sont partiellement enterrées dans l'argile du dohyō. Quatre des tawara sont placées légèrement en dehors de la ligne du cercle. Dans les temps anciens, ils permettaient à la pluie de ruisseler à la surface quand les tournois de sumo avaient lieu à l'extérieur. Aujourd'hui, un lutteur sous pression poussé au bord de l'anneau essayera de s'approcher d'un de ces points pour s'en servir comme levier dans le but de repousser plus efficacement l'adversaire qui est en train d'essayer de le forcer à sortir.
Au centre se trouvent deux lignes blanches, le shikiri-sen (仕切り線), derrière lesquelles les lutteurs doivent se positionner au début du combat. Autour de l'anneau est déposé du sable fin appelé le ja-ne-me (蛇の目, l'œil du serpent), qui peut être utilisé pour déterminer si un lutteur vient de toucher avec son pied ou une autre partie de son corps l'extérieur du ring. Le yobidashi (en) s'assure que le sable est vierge de toute marque juste avant chaque combat.

## Lors d'un tournoi

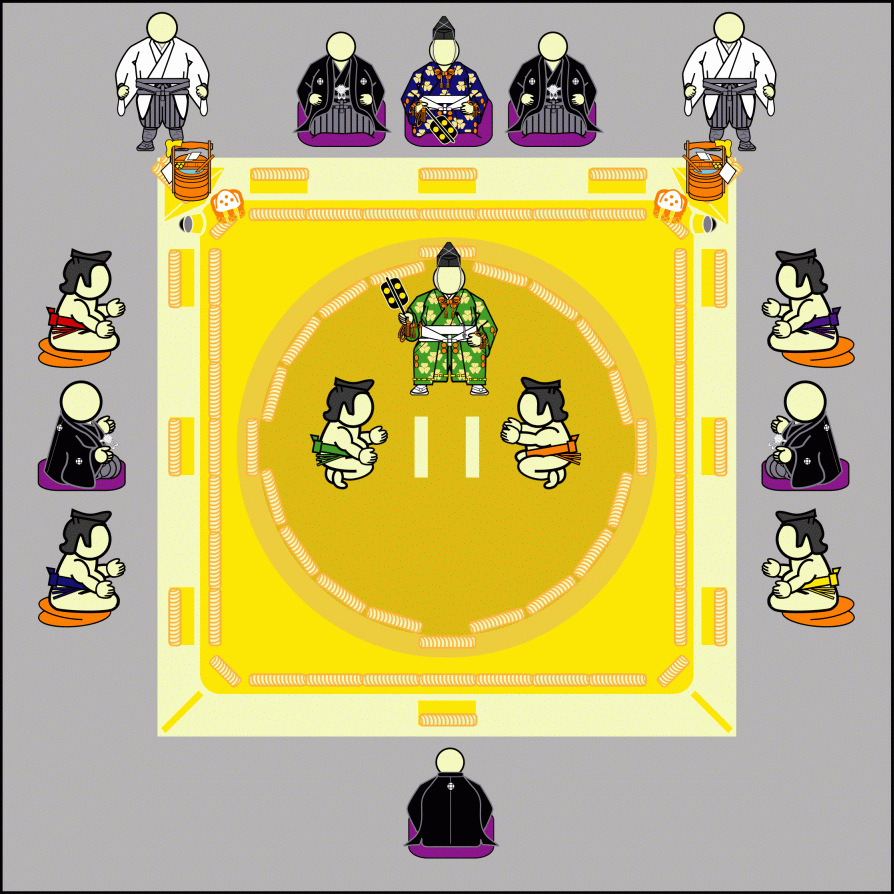
Placement des lutteurs et des participants autour d'un dohyō lors d'un tournoi.

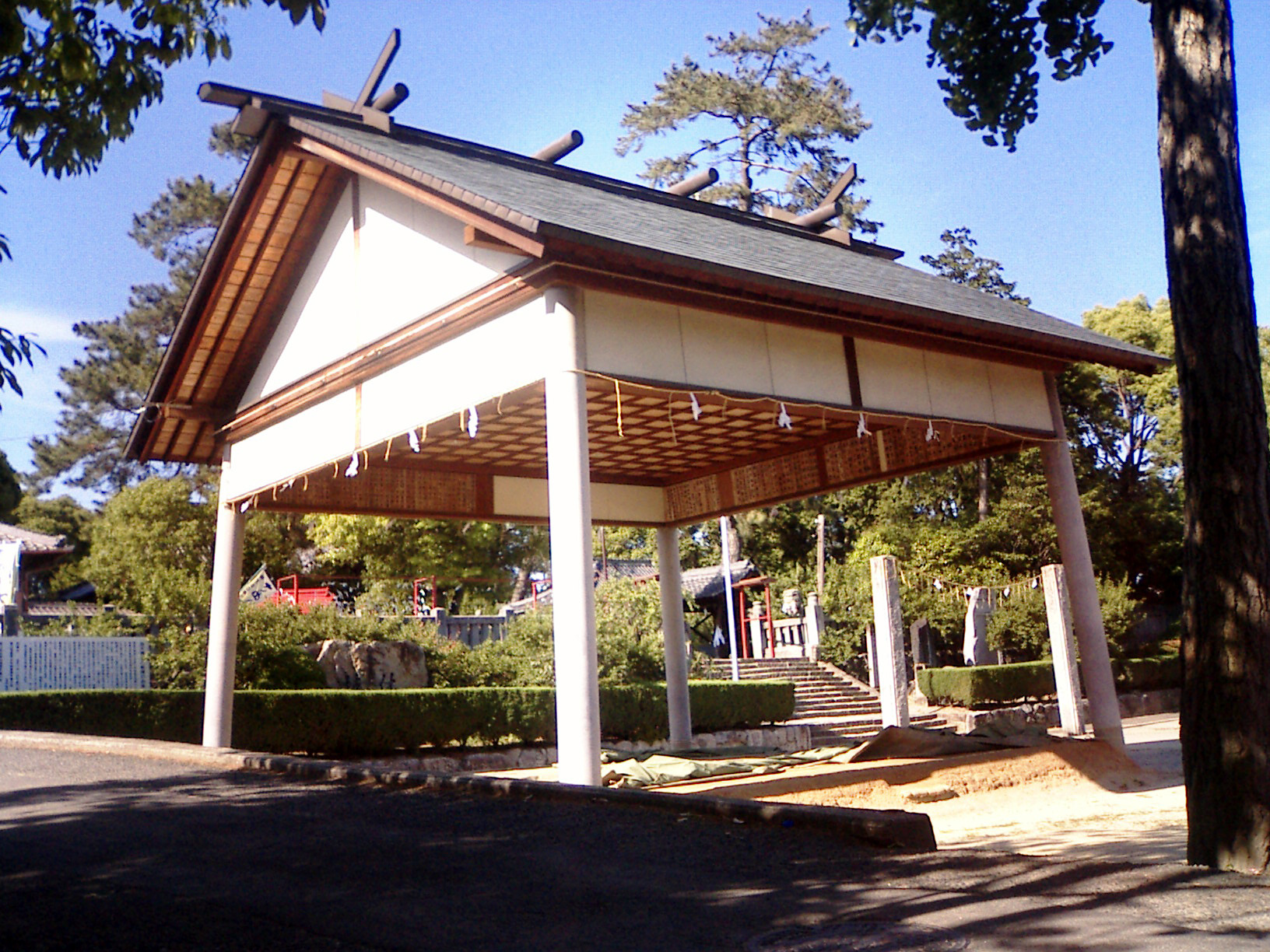
Un dohyō extérieur.

Un nouveau dohyō est construit avant chaque tournoi par les yobidashi qui sont responsables de cette activité. Le dohyō est défait après chaque tournoi et, dans le cas du honbasho de Nagoya, les morceaux sont emmenés à la maison par les fans comme souvenirs. Les yobidashi construisent également le dohyō pour leur écurie de formation et les tournées de sumo.
Le dohyō lors d'un tournoi est placé sur une plateforme d'argile de 6,7 m de côté et de 30  à   60 cm de hauteur. Un toit qui ressemble à celui d'un sanctuaire shinto (qui est du style shinmei-zukuri depuis le Natsu Basho de 1953) est suspendu au-dessus du dohyō. Des glands colorés (fusa), qui ont remplacé les colonnes de soutien lors de l'Aki Basho en 1952, sont suspendus à partir des coins. Ils représentent les quatre esprits des directions :
- Dragon azur de l'est (青龍?)
- Oiseau vermillon du sud (朱雀?)
- Tigre blanc de l'ouest (白虎?)
- Tortue noire du nord (玄武?)